# Maxime Laisney
Maxime Laisney, né le 19 janvier 1981 à Lisieux (Calvados), est un homme politique français.
Membre de La France insoumise, il est élu député dans la 10e circonscription de Seine-et-Marne lors des élections législatives de 2022 et réélu en 2024.

## Biographie

### Origine et formation
Maxime Laisney effectue toute sa scolarité en Normandie, tout d'abord à Montebourg, de l'école maternelle au collège Thiphaine de la Roche puis au lycée public de Valognes. Préparant une carrière de professeur de sports à l'université de Caen, il devient président du syndicat étudiant Unef de cette ville. Il réoriente ensuite sa carrière pour préparer le concours de professeur des écoles qu'il obtient dans l'académie de Créteil.

### Carrière professionnelle
En poste en Seine-et-Marne, il dispense  pendant sept ans des cours de soutien dans les écoles aux enfants du voyage. Il enseigne ensuite dans une classe d'école primaire dans un quartier défavorisée de Chelles .  

### Parcours politique
Il participe à la fondation du Parti de Gauche, matrice de ce qui devint quelques années plus tard La France insoumise.
Candidat de La France insoumise lors du deuxième tour du scrutin des élections législatives 2017, il rassemble 43.7% des suffrages exprimés dans la dixième circonscription de Seine-et-Marne. 
Sous l'étiquette de l'alliance de la NUPES, il est élu député au titre de la La France insoumise le 19 juin 2022 dans la dixième circonscription de Seine-et-Marne contre la députée sortante Stéphanie Do. Ce duel réunit les mêmes protagonistes qui s'étaient précédemment affrontés dans cette circonscription urbaine de Seine-et-Marne lors du second tour des élections législatives de 2017.  
Sa première année de mandat est marquée en particulier par la lutte contre le projet de réforme des retraites et le combat pour le logement.  